# Інго Премінгер
Інго Премінгер (нім. Ingwald Preminger; 25 лютого 1911, Чернівці, Австро-Угорщина (нині Україна) — 6 червня 2006, Пасіфік-Палісейдс, Каліфорнія, США) — американський продюсер.

## Біографія
Народився в сім'ї Маркуса Премінгера й Жозефи Френкель. Перед еміграцією до США вчився у Відні на юриста.
Брат — режисер й продюсер Отто Премінгер.
Інго був одружений з Кейт Премінгер понад 70 років. Донька, Єва Премінгер — суддя в Нью-Йорку.

## Фільмографія
- 1970 — Польовий шпиталь / MASH
- 1972 — Top Secret (The Salzburg Connection)
- 1977 — The Last of the Cowboys

## Нагороди й визнання

### Номінації
- Премія «Оскар»
  - 1970 — номінація в категорії найкращий фільм (за фільм Польовий шпиталь)